# Дуброво (Плюсский район)
Дуброво — деревня в Плюсском районе Псковской области, входит в состав сельского поселения Запольская волость.
Расположена в 2,5 км напрямую от автодороги Санкт-Петербург — Киев (М20, или в 6 км по трассе к ней), в 6 км напрямую к югу от райцентра посёлка городского типа Заплюсье, и в 3 км напрямую к востоку от волостного центра Заполье.
Численность населения деревни по оценке на конец 2000 года составляла 8 человек, по переписи 2002 года — 6 человек.